# Erin (Tennessee)
Erin – miasto w Stanach Zjednoczonych, w stanie Tennessee, siedziba administracyjna hrabstwa Houston.